# Grand Prix Formule 1 van de Verenigde Staten 1991

Phoenix Circuit, lengte 3,721 km

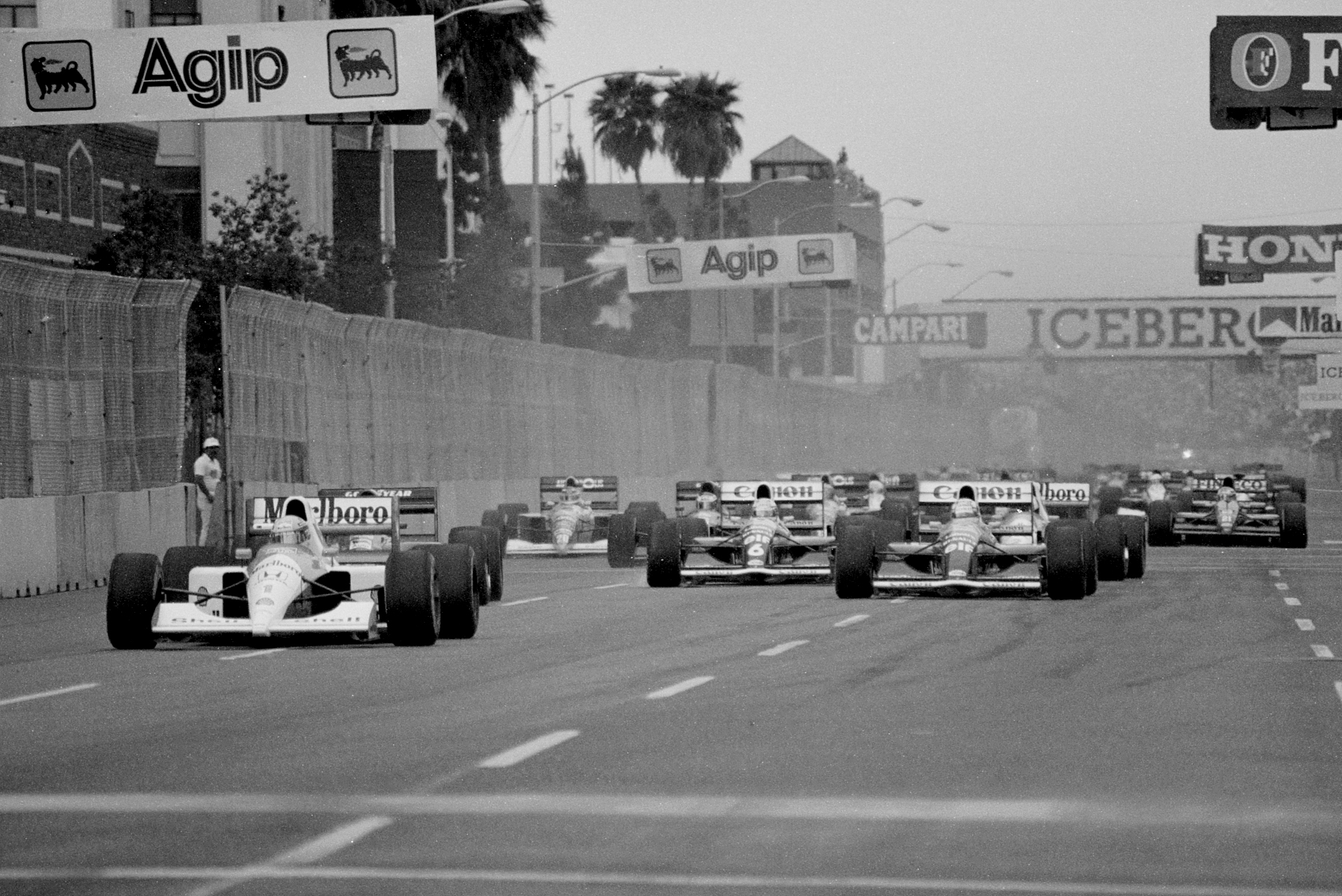
Start van de GP van de Verenigde Staten 1991, met links op kop Ayrton Senna.

De Grand Prix Formule 1 van de Verenigde Staten 1991 werd gehouden op 10 maart 1991 in Phoenix, Arizona.

## Verslag
Voor de eerste Grand Prix van het seizoen had Ayrton Senna nog niet getest met de nieuwe McLaren-Honda. Niemand kon hem echter volgen, nadat hij zich eenmaal op de piste had begeven en ook de nieuwe Honda V12 bleek nog succesvoller dan de V10 van een jaar eerder. Hij zette zijn rivaal Alain Prost op meer dan een seconde in de kwalificatie en Senna leidde de race van start tot finish. De verwachtingen van Ferrari werden opnieuw niet ingelost. De V12's en de semiautomatische versnellingsbakken van Alain Prost en Jean Alesi waren niet geschikt voor de smalle bochten en korte rechte stukken van het stratencircuit.
Op zondag begon Alain Prost in zijn tweede seizoen bij Ferrari opnieuw op de eerste rij naast Ayrton Senna. Hij bleef na de start achter de Braziliaan, terwijl Nigel Mansell Riccardo Patrese voorbij ging. Jean Alesi en Gerhard Berger volgden, met daarachter Nelson Piquet, Roberto Moreno, Stefano Modena en Emanuele Pirro. In de tweede ronde ging Alesi voorbij Patrese, maar toen was Senna al aan het uitlopen op de rest van het veld.
Achter Senna was in de eerste ronden Patrese de meest actieve rijder. In ronde 16 ging hij opnieuw voorbij Alesi en kwam dichter bij zijn teamgenoot Mansell. In ronde 22 viel hij Mansell aan, maar ging van de baan. Hij kon echter nog verder en ging Berger voorbij. In ronde 35 vielen twee top-zes rijders uit: Gerhard Berger en Nigel Mansell. Nadat Patrese opnieuw voorbij was gegaan aan Alesi, ging de Fransman de pits in en kwam uit op de zevende plaats. Drie ronden later werd Prost opgejaagd door Patrese en ging ook de pits in, waardoor de Williams-rijder kon opschuiven naar een tweede plaats. Prost viel terug naar een zevende plaats achter Modena's Tyrrell-Honda.
In de 50ste ronde moest Patrese echter opgeven met een kapotte versnellingsbak, maar doordat de wagen op het circuit bleef staan, raakte Roberto Moreno de wagen, waardoor de neus van Williams en het rechter voorwiel van de Benetton afbraken. De wagens bleven echter waar ze waren, net buiten de racelijn. Bertrand Gachot kon ze na een spin net vermijden.
Na het uitvallen van Patrese reed Piquet op de tweede plaats, die Alesi moest afhouden. Alesi stak hem echter in de 53ste ronde voorbij. Vier ronden later passeerde Prost Modena. In de 70ste ronde ging Prost met een briljante manoeuvre in Turn Five van de vierde naar de tweede plaats. Piquet, derde, probeerde Alesi, tweede, voorbij te gaan in Turn Four, maar zijn poging mislukte. Aan het eind van het rechte stuk slaagde hij er echter wel in om de Fransman te passeren. Prost ging op links ook voorbij en kwam naar rechts, waardoor hij Nelson Piquet in Turn Five voorbij kon gaan en de tweede plaats kon pakken. Senna leidde op dit moment al met veertig seconden.
Door versnellingsbakproblemen viel Alesi terug naar de vijfde plaats, voordat hij 10 ronden voor het einde moest opgeven, waardoor Piquet derde werd, met de twee Tyrrells achter hem die geen pitstop hadden gemaakt. Pierluigi Martini ging Satoru Nakajima nog voorbij, maar zijn motor liet het in de 75ste ronde afweten. Hetzelfde probleem zorgde ervoor, dat Bertrand Gachot moest opgeven, waardoor Aguri Suzuki zesde werd. De race werd een ronde voor het einde stopgezet, omdat de maximale raceduur van twee uur bereikt was.

## Uitslag
| Positie | Nr | Rijder             | Team                          | Ronden | Tijd/Opgave     | Startplaats | Punten |
| ------- | -- | ------------------ | ----------------------------- | ------ | --------------- | ----------- | ------ |
| 1       | 1  | Ayrton Senna       | McLaren-Honda                 | 81     | 2:00.47.828     | 1           | 10     |
| 2       | 27 | Alain Prost        | Ferrari                       | 81     | + 16.322        | 2           | 6      |
| 3       | 20 | Nelson Piquet      | Benetton-Ford                 | 81     | + 1:17.376      | 5           | 4      |
| 4       | 4  | Stefano Modena     | Tyrrell-Honda                 | 81     | + 1:25.409      | 11          | 3      |
| 5       | 3  | Satoru Nakajima    | Tyrrell-Honda                 | 80     | + 1 Lap         | 16          | 2      |
| 6       | 30 | Aguri Suzuki       | Larrousse-Ford                | 79     | + 2 Laps        | 21          | 1      |
| 7       | 34 | Nicola Larini      | Modena Lamborgini-Lamborghini | 78     | + 3 Laps        | 17          |        |
| 8       | 17 | Gabriele Tarquini  | AGS-Ford                      | 77     | + 4 Laps        | 22          |        |
| 9       | 23 | Pierluigi Martini  | Minardi-Ferrari               | 75     | Motor           | 15          |        |
| 10      | 32 | Bertrand Gachot    | Jordan-Ford                   | 75     | Motor           | 14          |        |
| 11      | 7  | Martin Brundle     | Brabham-Yamaha                | 73     | + 8 Laps        | 12          |        |
| 12      | 28 | Jean Alesi         | Ferrari                       | 72     | Versnellingsbak | 6           |        |
| 13      | 11 | Mika Häkkinen      | Lotus-Judd                    | 59     | Motor           | 13          |        |
| NF      | 6  | Riccardo Patrese   | Williams-Renault              | 49     | Versnellingsbak | 3           |        |
| NF      | 19 | Roberto Moreno     | Benetton-Ford                 | 49     | Botsing         | 8           |        |
| NF      | 9  | Michele Alboreto   | Arrows-Porsche                | 41     | Motor           | 25          |        |
| NF      | 16 | Ivan Capelli       | Leyton House-Ilmor            | 40     | Versnellingsbak | 18          |        |
| NF      | 25 | Thierry Boutsen    | Ligier-Lamborghini            | 40     | Motor           | 20          |        |
| NF      | 2  | Gerhard Berger     | McLaren-Honda                 | 36     | Brandstofpomp   | 7           |        |
| NF      | 5  | Nigel Mansell      | Williams-Renault              | 35     | Versnellingsbak | 4           |        |
| NF      | 15 | Mauricio Gugelmin  | Leyton House-Ilmor            | 34     | Versnellingsbak | 23          |        |
| NF      | 8  | Mark Blundell      | Brabham-Yamaha                | 32     | Spin            | 24          |        |
| NF      | 21 | Emanuele Pirro     | Dallara-Judd                  | 16     | Versnellingsbak | 9           |        |
| NF      | 24 | Gianni Morbidelli  | Minardi-Ferrari               | 15     | Versnellingsbak | 26          |        |
| NF      | 22 | Jyrki Järvilehto   | Dallara-Judd                  | 12     | Versnellingsbak | 10          |        |
| NF      | 29 | Éric Bernard       | Larrousse-Ford                | 4      | Motor           | 19          |        |
| NQ      | 10 | Alex Caffi         | Arrows-Porsche                |        |                 |             |        |
| NQ      | 18 | Stefan Johansson   | AGS-Ford                      |        |                 |             |        |
| NQ      | 26 | Érik Comas         | Ligier-Lamborghini            |        |                 |             |        |
| NQ      | 12 | Julian Bailey      | Lotus-Judd                    |        |                 |             |        |
| PQ      | 33 | Andrea de Cesaris  | Jordan-Ford                   |        |                 |             |        |
| PQ      | 31 | Pedro Chaves       | Coloni-Ford                   |        |                 |             |        |
| PQ      | 14 | Olivier Grouillard | Fondmetal-Ford                |        |                 |             |        |
| PQ      | 35 | Eric van de Poele  | Modena Lamborgini-Lamborghini |        |                 |             |        |

## Wetenswaardigheden
- Ayrton Senna was de eerste rijder die tien punten pakte voor een overwinning, nadat het puntensysteem aangepast was. Het was zijn 27ste overwinning, waardoor hij op de lijst met het hoogste aantal overwinningen ooit in de Formule 1 achter Alain Prost opklom naar de tweede plaats, op gelijke hoogte met Jackie Stewart.
- Het was de laatste Grand Prix van de Verenigde Staten, voordat de Formule 1 terugkeerde in 2000.
- Zowel Jordan als Modena Lamborgini maakten hun debuut.

## Statistieken
| Pole-position | Ayrton Senna | McLaren-Honda | 1:21.434 |
| Snelste ronde | Jean Alesi   | Ferrari       | 1:26.758 |

## Noot
- Dit was het debuut van de Belgische coureur Eric van de Poele, de Portugese coureur Pedro Chaves, de Franse coureur Éric Comas, de Britse coureur Mark Blundell, en de Finse coureur (en toekomstig wereldkampioen) Mika Häkkinen.
- Honderdste Grand Prix-start voor Gerhard Berger. Hiermee was Berger de 34ste coureur die minstens 100 Grands Prix had gereden.
- Eerste snelste ronde voor Jean Alesi.

Grand Prix Formule 1 van de Verenigde Staten: 1908 · 1910 · 1911 · 1912 · 1914 · 1915 · 1916 · 1959 · 1960 · 1961 · 1962 · 1963 · 1964 · 1965 · 1966 · 1967 · 1968 · 1969 · 1970 · 1971 · 1972 · 1973 · 1974 · 1975 · 1976 · 1977 · 1978 · 1979 · 1980 · 1989 · 1990 · 1991 · 2000 · 2001 · 2002 · 2003 · 2004 · 2005 · 2006 · 2007 · 2012 · 2013 · 2014 · 2015 · 2016 · 2017 · 2018 · 2019 · 2021 · 2022 · 2023 · 2024 · 2025 · 2026

Indianapolis 500: 1950 · 1951 · 1952 · 1953 · 1954 · 1955 · 1956 · 1957 · 1958 · 1959 · 1960

Grand Prix Formule 1 van de Verenigde Staten West: 1976 · 1977 · 1978 · 1979 · 1980 · 1981 · 1982 · 1983

Grand Prix Formule 1 van Las Vegas: 1981 · 1982 · 2023 · 2024 · 2025

Grand Prix Formule 1 van de Verenigde Staten Oost: 1982 · 1983 · 1984 · 1985 · 1986 · 1987 · 1988

Grand Prix Formule 1 van Dallas: 1984

Grand Prix Formule 1 van Miami: 2022 · 2023 · 2024 · 2025 · 2026 · 2027 · 2028 · 2029 · 2030 · 2031 · 2032 · 2033 · 2034 · 2035 · 2036 · 2037 · 2038 · 2039 · 2040 · 2041